# داني هويسين
داني هويسين (بالهولندية: Danny Hoesen)‏ (15 يناير 1991 هيرلين هولندا - ) هو لاعب كرة قدم هولندي، يلعب كمهاجم.

## نبذة عن اللاعب
يمكن للاعب داني هويسين (أو داني حسين) تمثيل منتخب هولندا أو منتخب المغرب، فهو من أب مغربي و أم هولندية رغم تمثيله للمنتخب الهولندي في الفئات الصغرى. و يمارس داني حاليا بالدوري الأمريكي رفقة فريق سان خوسيه إيرثكويكس.

## وصلات خارجية
داني هويسين على موقع الاتحاد الأوربي (الإنجليزية)
- داني هويسين على موقع الدوري الأمريكي (الإنجليزية)
- داني هويسين على موقع قاعدة بيانات كرة القدم.إي يو (الإنجليزية)
- داني هويسين على موقع Soccerbase.com (لاعب) (الإنجليزية)
- داني هويسين على موقع Soccerway.com (الإنجليزية)
- داني هويسين على موقع AS.com (الإسبانية)